# Йеремиас, Альфред
Альфред Йеремиас (1864, Хемниц, Саксония — 1935) — немецкий ассириолог и религиовед.
Ученик и последователь Франца и Фридриха Деличей. В 1891 году он опубликовал первый немецкий перевод «Эпоса о Гильгамеше». С 1890 года до конца жизни был пастором лютеранской общины в Лейпциге. С 1922 года — профессор Лейпцигского университета. Получил звания почётного доктора богословия в 1905 году (от Лейпцигского университета) и в 1914 году (от Университета Гронингена).
В своём самом известном труде «Ветхий Завет в свете Древнего Востока» выступает сторонником панвавилонизма, прослеживая мотивы Еврейской Библии к вавилонской мифологии. По мысли Йеремиаса, религиозные представления жителей древней Месопотамии были сосредоточены всецело на небесной сфере («астрософия»).
Томас Манн использовал монографии Йеремиаса при работе над романом «Иосиф и его братья».